# Carlos Blancas Bustamante
Carlos Moisés Blancas Bustamante (Lima, 4 de noviembre de 1946) es un abogado y político peruano. Fue ministro de Justicia y ministro de Trabajo durante el primer gobierno de Alan García. También ejerció como diputado por Lima en el periodo 1985-1990.

## Biografía
Carlos Blancas nació el 4 de noviembre de 1946 en la ciudad de Lima en Perú. Fue hijo de Humberto Blancas y de Alicia Bustamante.
Realizó sus estudios escolares en el Colegio de la Inmaculada del distrito de Santiago de Surco. Luego ingresó a la Facultad de Derecho de la Pontificia Universidad Católica del Perú, en la cual obtuvo el título de abogado. Siguió una maestría en Humanidades y un doctorado en Derecho en la PUCP.
Como estudiante, fue presidente del Centro Federado de Estudiantes de Letras. Ingresó a trabajar en el Ministerio de Comercio Exterior y Turismo del Perú, en donde se desempeñó como director general de Promoción Empresarial (1975-1978) y como director general de Asesoría Jurídica (1977-1978).
Es profesor en la Facultad de Derecho de la Pontificia Universidad Católica del Perú y miembro de la Academia Iberoamericana de Derecho del Trabajo y de la Seguridad Social.
Como político incursionó en las filas del Partido Demócrata Cristiano, partido político fundado por Héctor Cornejo Chávez y en el cual ejerció la secretaria general del partido desde los años 1972 hasta 1974. En el año 1983 fue elegido presidente del partido.
En las elecciones generales del año 1985, Carlos Blancas junto con el Partido Demócrata Cristiano decidieron formar alianza con el Partido Aprista Peruano, en el cual tenían como candidato presidencial a Alan García. Blancas participó también como candidato a la Cámara de Diputados del Congreso de la República por la circunscripción de Lima y resultó elegido con 21,948 votos, siendo luego juramentado para el periodo parlamentario 1985-1990.
El 28 de julio de 1985, al iniciar el primer gobierno de Alan García, Carlos Blancas fue nombrado como ministro de Trabajo y Promoción Social en el gabinete ministerial encabezado por Luis Alva Castro, cargo que ocupó hasta junio del año 1986.
El 25 de junio de 1986, fue nombrado como ministro de Justicia en reemplazo de Luis Gonzales Posada. 
Renunció al cargo en febrero de 1988 debido a su oposición con la elaboración de un decreto del gobierno aprista para la nacionalización de acciones de entidades del Sistema Financiero.
Intentó ser senador en las elecciones del año 1990 por la Izquierda Socialista de Alfonso Barrantes, sin embargo, no resultó elegido y de igual manera en su candidatura al Congreso de la República en las elecciones del 2001.

## Publicaciones
- Derecho constitucional (2017)
- Derecho electoral peruano (2016)
- Derechos Fundamentales Laborales y Estabilidad en el Trabajo (2015)
- Derechos fundamentales de la persona y relación de trabajo (2013)
- El Despido en el Derecho Laboral Peruano (2013)
- La Cláusula de Estado Social en la Constitución. Análisis de los Derechos Fundamentales Laborales. (2011)
- El acoso moral en la Relación de Trabajo (2007)
- El poder ejecutivo presidencial (1997)
- El despido en la reforma de la ley de fomento del empleo (1995)
- El derecho de estabilidad en el trabajo (1991)
- Laborem exercens y derecho del Trabajo (1991)
- La constitución de 1979 y el Derecho del Trabajo (1982)
- El Estado y la Constitución de 1979 (1980)
- La acción laboral en el nuevo régimen de comunidad laboral (1980)

## Reconocimientos
- Orden del Trabajo
- Exalumno Distinguido de la PUCP